# Élisabeth Grousselle
Élisabeth Grousselle (Bourg-la-Reine, 6 februari 1973) is een Franse voormalige atlete, die zich had gespecialiseerd in de 800 m. Ze nam eenmaal deel aan de Olympische Spelen.
Op de Olympische Spelen van 2004 in Athene vertegenwoordigde Grouselle Frankrijk op de 800 m. Hierbij sneuvelde ze in de halve finale met een tijd van 2.00,31. Op de wereldindoorkampioenschappen in 2006 in Moskou miste ze met een vierde plaats op een haar het podium.
In haar actieve tijd was Grouselle aangesloten bij Viry-Evry-Nord-Sud-Essonne.

## Titels
- Frans kampioene 800 m - 2004
- Frans indoorkampioene 800 m - 2000, 2002

## Persoonlijke records
Outdoor
| Onderdeel | Prestatie | Datum             | Plaats     |
| --------- | --------- | ----------------- | ---------- |
| 200 m     | 25,47 s   | 21 april 2002     | Réduit     |
| 400 m     | 55,07 s   | 21 april 2002     | Réduit     |
| 800 m     | 1.59,46   | 21 juli 2004      | Saint-Maur |
| 1000 m    | 2.42,67   | 14 september 2004 | Tomblaine  |

Indoor
| Onderdeel | Prestatie       | Datum            | Plaats |
| --------- | --------------- | ---------------- | ------ |
| 400 m     | 54,10 s         | 13 februari 1999 | Liévin |
| 800 m     | 2.00,42 (ex-NR) | 11 maart 2006    | Moskou |

## Prestaties
| Jaar | Wedstrijd                     | Plaats      | Resultaat | Extra |
| ---- | ----------------------------- | ----------- | --------- | ----- |
| 2002 | Europees kampioenschap indoor | Wenen       | 3e        | 800 m |
| 2002 | Europacup A                   | Annecy      | 2e        | 800 m |
| 2004 | Wereldatletiekfinale          | Monte Carlo | 5e        | 800 m |
| 2005 | Middellandse Zeespelen        | Almería     | 2e        | 800 m |
| 2006 | Wereldkampioenschappen indoor | Moskou      | 4e        | 800 m |